# بين سبرينغز
بين سبرينغز (بالإنجليزية: Pine Springs, Minnesota)‏ هي مدينة تقع في ولاية مينيسوتا في الولايات المتحدة. تبلغ مساحة هذه المدينة 2.46 (كم²)، وترتفع عن سطح البحر 298 م، بلغ عدد سكانها 408 نسمة في عام 2010 حسب إحصاء مكتب تعداد الولايات المتحدة.

## التركيبة السكانية
قام مكتب تعداد الولايات المتحدة بتحديد بيانات التركيبة السكانية لبين سبرينغزفي تعداد الولايات المتحدة. في ما يلي، التركيبة السكانية حسب تعدادي 2000 و2010.

### تعداد عام 2000
بلغ عدد سكان بين سبرينغز 421 نسمة بحسب تعداد عام 2000، وبلغ عدد الأسر 140 أسرة وعدد العائلات 120 عائلة مقيمة في المدينة. في حين سجلت الكثافة السكانية 509.0 نسمة لكل ميل مربع (196.5/كم2). وبلغ عدد الوحدات السكنية 141 وحدة بمتوسط كثافة قدره 170.5 نسمة لكل ميل مربع (65.8/كم2).
وتوزع التركيب العرقي للمدينة بنسبة 95.96% من البيض و 1.19% من الأمريكيين ذوي الأصول الآسيوية و 1.43% من الأمريكيين الأفارقة.
بلغ عدد الأسر 140 أسرة كانت نسبة 39.3% منها لديها أطفال تحت سن الثامنة عشر تعيش معهم، وبلغت نسبة الأزواج القاطنين مع بعضهم البعض 80.7% من أصل المجموع الكلي للأسر، ونسبة 4.3% من الأسر كان لديها معيلات من الإناث دون وجود شريك، وكانت نسبة 13.6% من غير العائلات. تألفت نسبة 11.4% من أصل جميع الأسر من أفراد ونسبة 0.7% كانوا يعيش معهم شخص وحيد يبلغ من العمر 65 عاماً فما فوق. وبلغ متوسط حجم الأسرة المعيشية 3.22، أما متوسط حجم العائلات فبلغ 3.01.
بلغ العمر الوسطي للسكان 43 عاماً. وكانت نسبة 28.7% من القاطنين تحت سن الثامنة عشر، وكانت نسبة 6.7% بين الثامنة عشر والأربعة وعشرون عاماً، ونسبة 20.2% كانت واقعةً في الفئة العمرية ما بين الخامسة والعشرون حتى والأربعة وأربعون عاماً، ونسبة 36.8% كانت ما بين الخامسة والأربعون حتى الرابعة والستون، ونسبة 7.6% كانت ضمن فئة الخامسة والستون عاماً فما فوق. يوجد لكل 100 أنثى 104.4 ذكر، ويوجد لكل 100 أنثى في الثامنة عشر من عمرها فما فوق 106.9 ذكر.
بلغ متوسط دخل الأسرة في المدينة 102,496 دولار، أما متوسط دخل العائلة فبلغ 104,670 دولار. وكان متوسط دخل الذكور 61,250 دولار مقابل 42,188 دولار للإناث. وسجل دخل الفرد الخاص بالمدينة 38,383 دولار.

### تعداد عام 2010
بلغ عدد سكان بين سبرينغز 408 نسمة بحسب تعداد عام 2010، وبلغ عدد الأسر 144 أسرة وعدد العائلات 124 عائلة مقيمة في المدينة. في حين سجلت الكثافة السكانية 510.0 نسمة لكل ميل مربع (196.9/كم2). وبلغ عدد الوحدات السكنية 149 وحدة بمتوسط كثافة قدره 186.3 لكل ميل مربع (71.9/كم2).
وتوزع التركيب العرقي للمدينة بنسبة 89.5% من البيض و 4.7% من الأمريكيين ذوي الأصول الآسيوية و 3.2% من الأمريكيين الأفارقة و 0.2% من عرقين مختلطين أو أكثر.
بلغ عدد الأسر 144 أسرة كانت نسبة 34.0% منها لديها أطفال تحت سن الثامنة عشر تعيش معهم، وبلغت نسبة الأزواج القاطنين مع بعضهم البعض 78.5% من أصل المجموع الكلي للأسر، ونسبة 6.9% من الأسر كان لديها معيلات من الإناث دون وجود شريك، بينما كانت نسبة 0.7% من الأسر لديها معيلون من الذكور دون وجود شريكة وكانت نسبة 13.9% من غير العائلات. تألفت نسبة 11.8% من أصل جميع الأسر من أفراد ونسبة 4.9% كانوا يعيش معهم شخص وحيد يبلغ من العمر 65 عاماً فما فوق. وبلغ متوسط حجم الأسرة المعيشية 3.04، أما متوسط حجم العائلات فبلغ 2.83.
بلغ العمر الوسطي للسكان 50.3 عاماً. وكانت نسبة 23% من القاطنين تحت سن الثامنة عشر، وكانت نسبة 8.8% بين الثامنة عشر والأربعة وعشرون عاماً، ونسبة 10.9% كانت واقعةً في الفئة العمرية ما بين الخامسة والعشرون حتى والأربعة وأربعون عاماً، ونسبة 43% كانت ما بين الخامسة والأربعون حتى الرابعة والستون، ونسبة 14.5% كانت ضمن فئة الخامسة والستون عاماً فما فوق. وتوزع التركيب الجنسي للسكان بنسبة 50.0% ذكور و50.0% إناث.

## وصلات خارجية
- The US50 - Cities and Towns in Minnesota State